# Metoda rychlost – plocha
Metoda rychlost – plocha (též zvaná metoda rychlostního pole) je základní metodou pro hydrologická měření průtoku v síti pozorovacích (vodočetných a limnigrafických) stanic na vodních tocích, je však používána např. i pro ověřování i kalibraci jiných průtokoměrných zařízení v otevřených korytech (měrné žlaby, přelivy nestandardního provedení, elektromagnetické a ultrazvukové měření průtoku aj.). Metoda spočívá v proměření řady místních (bodových) rychlostí v příčném profilu koryta a následném vyhodnocení průtoku (vč. jeho nejistoty) z těchto rychlostí a tvaru koryta. Metoda je popsána ČSN EN ISO 748 a další literaturou (viz např. ).

## Volba měrného profilu
Měrný profil by měl být co možná pravidelný a souměrný, dostatečné hloubky, bez překážek (kameny, balvany, vodní rostliny) v přímé trati stálého sklonu délky optimálně {\displaystyle 7B} kde {\displaystyle B} [m] je šířka profilu v hladině (z toho {\displaystyle 5B} nad a {\displaystyle 2B} pod měrným profilem), minimálně však délky {\displaystyle 3B}. Koryto by mělo mít stabilní dno a břehy.  Měrný profil má být kolmý na směr proudění a voda má proudit paralelně celým profilem s co možná pravidelným rychlostním profilem. Nevhodná jsou místa, kde dochází k tvoření vírů a úplavů, s přirozenými či umělými překážkami (balvanité úseky, zarostlé úseky, profily s nánosy, mostními pilíři a pod.). Pokud nelze výše uvedená kritéria dodržet, je nutné při vlastním měření dbát na eliminaci nepříznivých vlivů vhodným umístěním, případně zahuštěním měrných a sondovacích svislic a pod. Metodu nelze podle ČSN EN ISO 748 použít, pokud je průměrná hloubka menší než čtyřnásobek průměru propeleru nebo těla vrtule (podle toho co je větší) nebo je průměrná hloubka menší než trojnásobek svislého rozměru čidla elektromagnetického měřidla.
U menších toků, kde se měření provádí broděním, je často možné (a vhodné) profil poněkud upravit – odstranit kameny větších rozměrů, které mohou nepříznivě ovlivňovat proudění, odstranit vodní vegetaci a pod. Upravit bývá nutné nejen samotný profil, ale zpravidla i krátký úsek nad ním, aby do měrného profilu pokud možno nezasahovaly úplavy za většími kameny nebo trsy submerzních rostlin výše proti proudu.
Má-li měření průtoku sloužit k vypracování nebo ověřování měrné křivky vodoměrné stanice, je žádoucí, aby měrný profil byl umístěn v její blízkosti a trvale vyznačen.

### Počet a rozmístění měrných a sondovacích svislic
Počet svislic je dán ČSN EN ISO 748 – viz tabulka:
| šířka toku B [m] | ISO 1997 | ISO 2007 |
| B < 0,5          | 3 – 4    | 5 – 6    |
| 0,5 < B < 1,0    | 4 – 5    | 6 – 7    |
| 1,0 < B < 3,0    | 5 – 8    | 7 – 12   |
| 3,0 < B < 5,0    | 8 – 10   | 13 – 16  |
| 5,0 < B < 10,0   | 10 – 20  | > 22     |
| B > 10           | > 20     | > 22     |

Rozdělení svislic může být pravidelné, resp ekvidistantní (zejména v pravidelném profilu), nebo, zejména v nepravidelných profilech, nepravidelné, co možná přizpůsobené tvaru příčného profilu.  U břehů nemá být svislice blíže než 0,1 m od břehu. Žádnou svislicí nesmí podle normy protékat více než 10 % celkového průtoku, doporučuje se méně než 5 % (tento požadavek nelze splnit pro toky malých šířek, kde je počet svislic omezený (viz tabulka výše). Na druhou stranu však vzdálenost mezi svislicemi nesmí být menší než je průměr propeleru vrtule.
Často se z důvodu přesnějšího určení průtočné plochy vkládají další, tzv. sondovací svislice, v nich se měří pouze hloubka (zejména u větších toků).
Oproti tuzemské (resp. evropské) praxi např. USGS požaduje při použití (v USA standardní) dvoubodové metody – viz níže – 25 – 30 měrných svislic a obdobně normě doporučuje, aby žádnou svislicí neprotékalo více než 5 % celkového průtoku.
V každé svislici se měří její vzdálenost {\displaystyle b} [m] od zvoleného břehu, resp. zvoleného pevného bodu na břehu (tzv. staničení), hloubka vody {\displaystyle h} [m] a rychlost proudění {\displaystyle v} [ms−1] v několika bodech. Aby bylo možné určit polohu jednotlivých svislic v profilu, obvykle se (při menších šířkách toku) v profilu napne pásmo nebo měřičské lanko, na němž se poloha jednotlivých svislic a průsečíku hladiny s břehem odečítají. U velkých toků i u splavných toků je třeba použít jiných metod (dálkoměr, geodetické metody, profesionální GPS systém a pod.).

## Určení rychlostí

### Určení bodových rychlostí
Rychlosti v jednotlivých bodech svislice se měří vhodným měřidlem – hydrometrickou vrtulí nebo měřidlem elektromagnetickým či akustickým, které musí být předem zkalibrováno. Hydrometrická vrtule může být upevněna na tyči nebo na laně se závažím, elektromagnetická a akustická měřidla bodových rychlostí bývají upevněna na tyči. Tyče jsou zpravidla vybaveny přesuvným rukávem, který dovoluje nastavení příslušné hloubky ponoření měřidla bez nutnosti vyndavání soutyčí z vody. 
Hydrometrická vrtule má být postavena proti směru proudění, resp. kolmo k příčnému profilu v němž se měří. Pokud je proudění vůči profilu šikmé a nikoliv kolmé, je nutné použít komponentní propeler, nebo měřit (vhodnou pomůckou nebo alespoň odhadem) úhel mezi kolmicí k profilu a směrem proudění, a změřenou místní rychlost posléze redukovat na složku kolmou k profilu. V případě vrtule na laně se závažím se obvykle předpokládá, že proudění je kolmé k profilu, je však třeba uvažovat snášení vrtule, díky čemuž je nutno délku odvinutého závěsu (který by měl udávat hloubku vrtule) opravovat podle ČSN EN ISO 748.
Doba měření by měla být minimálně 30 sekund, při větších turbulentních pulzacích rychlosti (dají se odhadnout podle nepravidelnosti chodu čítače) přiměřeně více, zpravidla však maximálně 100 s. Před zahájením měření v daném bodu by se vrtule měla nechat volně otáčet ca 10 s, aby se vyrovnala setrvačnost propeleru s hydrodynamickými silami, které jej roztáčejí. 
Měřidlo elektromagnetické nebo akustické se orientuje proti směru proudění, výslednou rychlost je třeba redukovat na složku kolmou k měrnému profilu. Pro elektromagnetická měřidla požaduje ISO 748:2007 dobu měření nejméně 10 s, podle zkušeností je žádoucí dodržet stejné doby měření jako s vrtulí (viz též ).
Pokud se měří broděním, musí obsluha držet soutyčí s vrtulí či jiné měřidlo před sebou v natažené paži, doporučuje se postoj bokem proti proudu, aby rychlostní pole v místě měření bylo co nejméně ovlivněno přítomností měřiče v proudu.
Po dokončení měření se v případě vrtule zapíše do příslušného formuláře poloha měřidla ve svislici a počet otáček vrtule, v případě měřidel s vlastní vyhodnocovací jednotkou změřená rychlost. Při zpracování se pak z těchto údajů na základě kalibrační rovnice měřidla stanoví skutečná časově střední rychlost v daném bodu.

### Určení střední svislicové rychlosti
Hloubka bodů, v nichž se měří místní rychlosti ve svislici může být zvolena libovolně, nebo se (a to zpravidla) používá standardního schématu rozmístění měrných bodů.  Počet měrných bodů, resp. jejich vzdálenosti, se má volit tak, aby vzdálenost měrných bodů ve svislici nebyla větší než 1 m a současně nesmí být menší než je průměr propeleru vrtule. Podle počtu bodů ve svislici se nazývají jednotlivé standardní metody měření – úplná, pětibodová a tříbodová, plus tzv. metody zkrácené – dvoubodová a jednobodová. Existují též akustická (ultrazvuková) měřidla, která měří střední svislicovou rychlost – ta se potom pro výpočet průtoku použije přímo. 

#### Početní metody
Úplné měření se provádí v poloze měřidla těsně nade dnem (v případě vrtule její osa nemá být výše než 1,5 násobek průměru propeleru, avšak vrtule nesmí narážet na dno a proudění nesmí být ovlivňováno většími výstupky dna), dále ve výšce {\displaystyle 0,2h}, {\displaystyle 0,4h}, {\displaystyle 0,6h}, {\displaystyle 0,8h} a těsně pod hladinou (žádná část měřidla se nesmí ani krátkodobě dostávat nad hladinu). Střední svislicovou rychlost {\displaystyle v_{s}} [ms−1] je pak možné určit graficky nebo početně ze vzorce
{\displaystyle v_{s}=0,1(v_{d}+2v_{0,2h}+2v_{0,4h}+2v_{0,6h}+2v_{0,8h}+v_{p})}
kde {\displaystyle v_{d}} a {\displaystyle v_{p}} jsou bodové rychlosti u dna a u hladiny (tzv. rychlost dnová a povrchová) a indexy ostatních bodových rychlostí označují výšky bodů nade dnem. Vzhledem k časové náročnosti se tato metoda používá zejména při důležitých měřeních.
Při pětibodové metodě se vypouští bod {\displaystyle 0,6h}; střední svislicovou rychlost lze určit opět graficky, nebo početně ze vzorce
{\displaystyle v_{s}=0,1(v_{d}+2v_{0,2h}+3v_{0,4h}+3v_{0,8h}+v_{p})}
nebo
{\displaystyle v_{s}=0,1(v_{d}+3v_{0,2h}+2v_{0,4h}+3v_{0,8h}+v_{p})}.
První vztah uvádí ČSN EN ISO 748, druhý uvádí Boiten. Není zcela jasné, který vzorec je vhodnější.
V případě pravidelného parabolického rychlostního profilu ve svislici se doporučuje metoda tříbodová, kde se oproti pětibodové metodě ještě vypouští měření rychlosti dnové a povrchové; přitom za uvedených podmínek není prakticky rozdílu mezi výsledky získanými pěti a tříbodovou metodou. Výpočet se provede podle vzorce 
{\displaystyle v_{s}={1 \over 3}(v_{0,2h}+v_{0,4h}+v_{0,8h})}
nebo váženým průměrem
{\displaystyle v_{s}=0,25(v_{0,2h}+2v_{0,4h}+v_{0,8h})}.
WMO doporučuje vážený průměr, ovšem s tím že „kde je požadován větší důraz na měření v hloubce 0,2 a 0,8H pod hladinou, použije se aritmetický průměr“.
Dvoubodová metoda (kterou ale např. U.S.G.S. používá jako metodu standardní, a která se dá i teoreticky odvodit z parabolického rozdělení rychlosti) spočívá v měření v bodech {\displaystyle 0,2h} a {\displaystyle 0,8h}, výpočet se provede podle vzorce
{\displaystyle v_{s}=0,5(v_{0,2h}+v_{0,8h})}.
Jednobodová metoda, ač též teoreticky oprávněná v případě parabolického rozdělení rychlosti, dává výsledky více-méně orientační, používá se, kromě rychlých orientačních měření,  zejména v malých hloubkách. Platí
{\displaystyle v_{s}\doteq v_{0,4h}}.

#### Integrační metoda
V některých případech se používá tzv. integrační měření, kdy se vrtule spouští rovnoměrnou rychlostí od hladiny ke dnu (nebo výjimečně zvedá). Výsledkem je počet otáček, který odpovídá přímo střední svislicové rychlosti. Rychlost svislého pohybu vrtule nesmí překročit 5 % průměrné svislicové rychlosti, resp. 0,04 ms−1 podle toho co je větší. Integrační měření vyžaduje jednak komponentní propelery vrtulí (nejlépe propeler typu A pro vrtuli typu C-31) , jednak speciální zařízení, které zajišťuje spouštění vrtule rovnoměrnou rychlostí. Dále je třeba zajistit, aby zařízení ukončilo načítání otáček i času přesně v okamžiku dosednutí vrtule na dno (běžně se používá koncový spínač). 

#### Grafická metoda
Grafická metoda je vhodná pouze v případě úplného nebo pětibodového měření, nebo v případě, kdy polohy měrných bodů ve svislici volíme libovolně – nutným předpokladem je však jejich dostatečný počet (obvykle pět a více) a vhodné rozmístění. Do grafu se ve vhodném měřítku vynesou rychlosti v příslušných hloubkách a rychlosti se spojí (od ruky) plynulou křivkou, úseky křivky od měřené povrchové rychlosti k hladině a od měřené dnové rychlosti ke dnu se extrapolují. Extrapolaci ke dnu lze provést odhadem, ČSN EN ISO 748 však doporučuje použít extrapolace s využitím mocninného zákona rozdělení rychlostí,
{\displaystyle v_{x}=v_{0}{\Bigl (}{y_{x} \over y_{0}}{\Bigr )}^{1/n}}
kde {\displaystyle v_{x}} [ms-1] je rychlost ve vzdálenosti {\displaystyle y_{x}} [m] od stěny, {\displaystyle v_{0}} rychlost ve vzdálenosti {\displaystyle y_{0}} od stěny a {\displaystyle n} [-] je koeficient, který může v závislosti na charakteru koryta nabývat hodnot v rozmezí ca 2 – 10 s běžnou hodnotou {\displaystyle n=5-7}. Přitom součinitel {\displaystyle n} závisí na Chézyho rychlostním součiniteli {\displaystyle C}.
Obrazec uzavřený touto křivkou, hladinou (příp. i dnem) a svislou osou se zplanimetruje a převede na půdici – tím získáme střední svislicovou rychlost {\displaystyle v_{s}}. Tato metoda je oproti numerickému výpočtu přesnější, protože dovoluje vzít v úvahu všechna specifika rozdělení rychlosti včetně jeho i značnějších odchylek od teoretického.

## Určení průtoku

### Výpočet průtoku
Stanovení průtoku lze provést početně či graficky (dnes spíše grafickopočetně), existuje i specializovaný software pro výpočet průtoku (starší Hydros, Hydro11 aj.). Při dnes převažujícím numerickém zpracování lze využít tří metod – metodu svislicových pásů, metodu mezisvislicových pásů a její v ČSN EN ISO 748 neuvedenou modifikaci. V těchto třech metodách se počítají průtoky {\displaystyle Q_{i}} [m3s−1] příslušné jednotlivým pásům, celkový průtok {\displaystyle Q} [m3s−1]se dostane jejich sumací:
{\displaystyle Q=\sum Q_{i}}.

#### Numerické metody

##### Metoda svislicových pásů

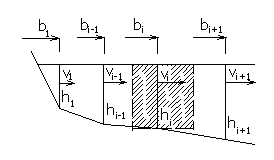
metoda svislicových pásů

V metodě svislicových pásů bereme pro každou svislici plochu ohraničenou středy vzdáleností mezi okolními svislicemi a hloubkou v uvažované svislici, a jí přisuzujeme rychlost rovnou příslušné střední svislicové rychlosti (viz obrázek), takže dílčí průtok {\displaystyle Q_{i}} [m3s−1] touto {\displaystyle i}-tou svislicí je roven (též viz obrázek)
{\displaystyle Q_{i}=v_{i}h_{i}{{b_{i+1}-b_{i-1}} \over 2}}
kde {\displaystyle v_{i}} a {\displaystyle h_{i}} je střední svislicová rychlost (viz výše) a hloubka v {\displaystyle i}-té svislici a {\displaystyle b_{i-1}} a {\displaystyle b_{i+1}} staničení (resp. vzdálenost od referenčního bodu) předchozí a následující svislice. Přitom dílčí průtoky ve zbylých plochách na okrajích koryta se uvažují pouze v případě kolmé stěny, u níž se rychlost odhadne.
V zásadě se jedná o obdélníkovou metodu numerické integrace. Norma ČSN EN ISO 748 kupodivu tvrdí, že tato metoda je přesnější než metoda mezisvislicových pásů, která je vlastně aplikací lichoběžníkového pravidla pro numerickou integraci. Metoda je v každém případě vhodná pro koryta s po šířce pravidelným rychlostním polem, pravidelným příčným profilem a pravidelně rozmístěnými měrnými svislicemi. 

##### Metoda mezisvislicových pásů

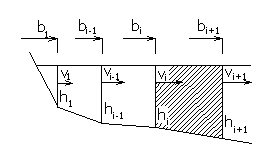
metoda mezisvislicových pásů

Metoda mezisvislicových pásů je vhodná zejména pro koryta méně pravidelná. Při výpočtu se bere součin průměrné rychlosti a průměrné hloubky v mezisvislicovém pásu, násobený šířkou pásu. Výpočet dílčího průtoku {\displaystyle Q_{i}} se tedy provádí podle vztahu (též viz obrázek)
{\displaystyle Q_{i}={{v_{i}+v_{i+1}} \over 2}{{h_{i}+h_{i+1}} \over 2}(b_{i+1}-b_{i})}
přičemž v prvním (krajním) pásu se průtok uvažuje jako
{\displaystyle Q_{1}={2 \over 3}v_{1}{{h_{0}+h_{1}} \over 2}(b_{1}-b_{0})}
kde {\displaystyle b_{0}} a {\displaystyle h_{0}} je staničení a hloubka v průsečíku hladiny s břehem. V posledním pásu je výpočet obdobný.
Obdobou této metody je její modifikace, kdy se ale uvažuje  průměrný specifický průtok (tedy součin rychlosti a hloubky v každé svislici), násobený šířkou pásu, čili
{\displaystyle Q_{i}={{v_{i}h_{i}+v_{i+1}h_{i+1}} \over 2}(b_{i+1}-b_{i})} ,
přičemž v prvním (krajním) pásu se průtok uvažuje jako
{\displaystyle Q_{1}={1 \over 3}v_{1}h_{1}(b_{1}-b_{0})},
v posledním pásu obdobně.

#### Grafické metody

##### Harlacherova metoda
Harlacherova metoda je základní metodou pro určení průtoku. Původně je ryze grafická, dnes spíše semigrafická (grafická konstrukce viz např.). Je použitelná zcela obecně pro libovolný tvar koryta a libovolné rozmístění měrných svislic. Při použití vhodných měřítek je i značně přesná. Používá se zejména při úplných měřeních; pro dosažení nejvyšší přesnosti je žádoucí použít grafické metody i pro vyhodnocení středních svislicových rychlostí (viz výše).
Metoda vychází z vyhodnocení vztahu
{\displaystyle Q=\int _{0}^{B}q\ dx=\int _{0}^{B}vh\ dx}
grafickým způsobem.

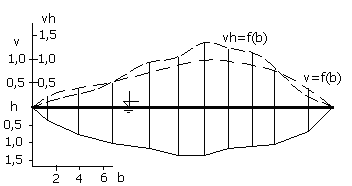
Harlacherova metoda

Při současném praktickém užití této metody vykreslíme průtočný profil (jako polygon) a s ním i čáru středních svislicových rychlostí {\displaystyle v=f(b)}. Čára středních svislicových rychlostí se prokládá vynesenými body zpravidla „od ruky“, přičemž v krajních bodech se uvažují rychlosti nulové. Poté se vynesou body křivky {\displaystyle vh=f(b)} a opět od ruky spojí plynulou čarou. Přitom lze v místech sondovacích svislic (kde nebyly měřeny rychlosti, ale jen hloubky), v případně potřeby i jiných, body křivky {\displaystyle vh=f(b)} zahustit odečtením příslušné svislicové rychlosti z již zkonstruované křivky {\displaystyle v=f(b)} (viz obrázek) a hloubky z příčného profilu. 
Plocha pod křivkou {\displaystyle vh=f(b)} pak v daném měřítku udává průtok měrným profilem, podobně plocha omezená obrysem koryta a hladinou udává průtočnou plochu. Měřítka, a zejména měřítko {\displaystyle vh}, by měla být při použití planimetru z hlediska přesnosti taková, aby vyhodnocovaná plocha byla větší než 50 cm2. Při praktickém použití lze přepočtový součinitel stanovit jednoduchým výpočtem:
budiž horizontální měřítko délek 1:50; pak 1 cm na výkresu odpovídá 0,50 m ve skutečnosti; měřítko pro součin {\displaystyle vh} budiž 1 cm ≈ 0,3 m2s−1; potom pro průtok platí, že 1 cm² plochy uzavřené křivkou {\displaystyle vh} odpovídá 0,5×0,3 = 0,15 m3s−1.
Z Harlacherovy metody obvykle vycházejí algoritmy programů pro výpočet průtoku v otevřených korytech na základě hydrometrického měření; proložení „od ruky“ bývá nahrazeno interpolací kubickým splajnem a planimetrování plochy integrací tohoto splajnu.

##### Culmanova metoda

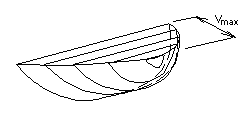
průtokové těleso

Metoda Culmana spočívá v konstrukci tzv. průtokového tělesa (viz obrázek) pomocí čar stejných rychlostí – izotach – a integraci objemu tohoto tělesa. Při nekonečně velkém počtu izotach bude platit
{\displaystyle Q=\int _{u=0}^{u=v_{max}}S_{u}du}
kde {\displaystyle S_{u}} [m2] je plocha omezená izotachou rychlosti {\displaystyle u} [ms−1].

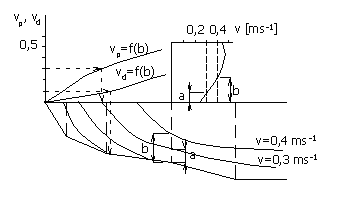
konstrukce isotach

Izotachy se zpravidla konstruují tak, že se vykreslí příčný profil koryta (s naznačenou hladinou) a nad něj či do něj se v místech měrných svislic vykreslí v tomtéž svislém měřítku rozdělení rychlostí v jednotlivých svislicích (viz obrázek). Kromě toho se vykreslí křivky povrchových a dnových rychlostí {\displaystyle v_{p}=f(b)} a {\displaystyle v_{d}=f(b)}. Konstrukce jednotlivých bodů izotach je zřejmá z obrázku; jednotlivé body izotachy se pak spojí „od ruky“ plynulou křivkou. Interval izotach se volí konstantní, podle rozmezí měřených rychlostí tak, aby počet izotach byl 6-10.
Průtok pak určíme po zplanimetrování ploch omezených jednotlivými izotachami ze vztahu
{\displaystyle Q=a{\Bigl (}{{S_{0}+S_{n}} \over 2}+\sum _{i=1}^{N-1}S_{i}{\Bigr )}+{2 \over 3}S_{N}(v_{max}-v_{N})}
kde {\displaystyle a} [ms−1] je interval izotach a {\displaystyle S_{i}} [m2] plocha omezená {\displaystyle i}-tou izotachou, přičemž {\displaystyle S_{0}} [m2] je plocha průtočného průřezu.
ČSN EN ISO 748 pro vyhodnocení průtoku udává postup poněkud jiný – plochy uzavřené jednotlivými izotachami se vynesou do dalšího grafu jako funkce rychlosti, body se „od ruky“ spojí plynulou křivkou a velikost plochy uzavřené touto křivkou pak dává výsledný průtok.
Postup je poměrně zdlouhavý a náročný, avšak je nezastupitelný pokud potřebujeme znát rychlostní pole v profilu; v dnešní době by asi spíše připadalo v úvahu použití některého programu, který umožňuje konstrukci izočar (např. programy pro konstrukci digitálního modelu terénu).

## Přiřazení vodního stavu
Zjištěný průtok vždy přiřazujeme určitému vodnímu stavu, který může být v průběhu měření setrvalý nebo proměnný.
Pro kontrolu je vždy nutné (pokud neprovádíme hydrometrování ve standardním profilu, opatřeném stabilním vodočtem) instalovat v měrném profilu přenosný limnigraf nebo alespoň vodočet (postačuje i improvizovaný, např. kolík od jehož vrcholu se odměřuje výška hladiny). Polohu hladiny zaznamenáváme nejlépe při měření v bodě 0,4h nade dnem v každé svislici, povětšině však stačí v delších časových intervalech. Pokud vodní stav kolísá kolem jisté střední hodnoty, nebo se mění jen nevýznamně, přiřazujeme průtok aritmetickému průměru zjištěných vodních stavů. 
Při větších změnách vodního stavu je nutné jeho změnu uvažovat, a průtok se přiřazuje tzv. vyrovnanému vodnímu stavu {\displaystyle H}[m], který určíme jako
{\displaystyle H={{\sum _{i=1}^{N}H_{i}q_{i}b_{i}} \over {\sum _{i=1}^{N}q_{i}b_{i}}}}
kde {\displaystyle H_{i}} je vodní stav,  {\displaystyle q_{i}=v_{i}h_{i}} [m2s−1] elementární průtok ({\displaystyle v_{i}} je střední svislicová rychlost a {\displaystyle h_{i}} hloubka vody) v {\displaystyle i}-té svislici a {\displaystyle b_{i}} dílčí šířka průtočného průřezu, odpovídající {\displaystyle i}-té svislici.
Pro měření při výrazně neustáleném proudění (průchod povodňové vlny a pod.) se používá zvláštních technik (viz literatura, zejména ČSN EN ISO 748 a manuál USGS), případně i měření v omezeném počtu svislic a bodů (často i jen povrchových rychlostí).

## Výpočet nejistoty průtoku
Výpočet nejistoty průtoku, která je nedílnou součástí výpočtu průtoku i výsledné hodnoty, se provádí podle ČSN EN ISO 748. Norma obsahuje všechny údaje nutné pro výpočet při použití libovolné v ní uvedené numerické metody; pro metody grafické však neposkytuje ani hrubé vodítko. 
Při výpočtu nejistoty je třeba mít na paměti, že nejistota udávaná na kalibračním listu České kalibrační stanice hydrometrických vrtulí je od reakreditace stanice roku 2015 rozšířená kombinovaná nejistota, která tedy zahrnuje jak nejistotu systematickou, tak nejistotu náhodnou, a tudíž není důvodu při výpočtu nejistoty uvažovat údaje z tabulky E.5. 